# Juntos Hacemos Historia

Distritos electorales en que la coalición postula candidatos:
Candidato postulado por Morena (88)
Candidato postulado por el PVEM (50)
Candidato postulado por el PT (45)
Sin candidato de coalición (117)

Juntos Hacemos Historia era una coalición electoral mexicana de izquierda a centroizquierda formada por el Movimiento Regeneración Nacional (Morena), el Partido del Trabajo (PT), y el Partido Verde Ecologista de México (PVEM), que participó en las elecciones de México de 2021 y las estatales de 2022 y 2023. Los partidos de la coalición llevaron como candidatos comunes, en 183 de los 300 distritos federales electorales del país, fomentando en mantener su mayoría en la Cámara de Diputados.

## Historia

### Antecedentes
En junio de 2020 el entonces dirigente nacional de Morena Alfonso Ramírez Cuéllar, anuncio la conformación de una alianza con el Partido del Trabajo y el Partido Verde Ecologista de México. para «mostrar respaldo total» al presidente de la República y las propuestas que intenta impulsar en el Congreso de la Unión. Ramírez Cuellar explicó que «más que anunciar una coalición electoral», que más tarde se definirá, el objetivo es apoyar las reformas legislativas que se planten en ambas cámaras legislativas para concretar la denominada Cuarta Transformación. 
«El objetivo de los tres partidos políticos que hoy nos reunimos es reiterar ese compromiso para defender la estabilidad política y social», señaló Ramírez Cuéllar en una conferencia de prensa conjunta con los líderes partidarios del PVEM y PT.

### Conformación
El 23 de diciembre de 2020 el presidente nacional del Movimiento Regeneración Nacional, Mario Delgado Carrillo, presentó en conferencia de prensa la coalición entre Morena, PT y PVEM, bajo el nombre «Juntos Hacemos Historia», para el proceso electoral de 2021. Acompañado por la secretaria general de su partido, Citlalli Hernández; la dirigente nacional del PVEM, Karen Castrejón, y la senadora del PT, Geovanna Bañuelos, Mario Delgado Carrillo reiteró que Morena siempre abrirá sus puertas a quienes de manera genuina se han colocado del lado correcto de la historia y han apoyado el proyecto de transformación, que encabeza el presidente de México Andrés Manuel López Obrador.
«Ésta es una alianza que parte de principios y valores, y tiene como único objetivo garantizar una larga vida a la Cuarta Transformación para alcanzar un México más justo, donde se ponga por delante a quien más lo necesitan; que sigamos teniendo un gobierno austero, sin excesos, sin privilegios; donde se respete a las mujeres, donde prevalezca el amor al prójimo, donde se respete la voluntad del pueblo y vivamos en una auténtica democracia; donde vivamos en paz, como fruto de la justicia y que alcancemos la felicidad de las y los mexicanos», señalo Delgado. En este sentido, añadió que el Partido del Trabajo ha sido un aliado histórico para la conformación de la "4T", pues ha acompañado desde el 2006 el proyecto del presidente, López Obrador. Asimismo, subrayó que, en el poder legislativo, el Partido Verde Ecologista de México ha trabajado de la mano con Morena en la aprobación de reformas profundas y trascendentales, demostrando que es un partido que está a favor del proyecto alternativo de nación.

## Elecciones locales
La coalición también se presenta en las elecciones estatales de 2021, en las cuales se renuevan las gubernaturas de quince estados. En cada estado la coalición es integrada por partidos distintos, incorporando en algunos casos a partidos políticos estatales.
| Elección estatal    | Nombre de coalición                            | Partidos nacionales | Partidos nacionales | Partidos nacionales | Partidos locales |
| 2021                | 2021                                           | 2021                | 2021                | 2021                | 2021             |
| ------------------- | ---------------------------------------------- | ------------------- | ------------------- | ------------------- | ---------------- |
| Aguascalientes      | Juntos Hacemos Historia en Aguascalientes      |                     |                     |                     |                  |
| Baja California     | Juntos Hacemos Historia en Baja California     |                     |                     |                     |                  |
| Baja California Sur | Juntos Haremos Historia en Baja California Sur |                     |                     |                     |                  |
| Campeche            | Juntos Haremos Historia en Campeche            |                     |                     |                     |                  |
| Chiapas             | Juntos Hacemos Historia en Chiapas             |                     |                     |                     |                  |
| Chihuahua           | Juntos Haremos Historia en Chihuahua           |                     |                     |                     |                  |
| Ciudad de México    | Juntos Hacemos Historia en la Ciudad de México |                     |                     |                     |                  |
| Coahuila            | Juntos Hacemos Historia en Coahuila            |                     |                     |                     |                  |
| Colima              | Juntos Hacemos Historia en Colima              |                     |                     |                     |                  |
| Durango             | Juntos Haremos Historia en Durango             |                     |                     |                     |                  |
| Estado de México    | Juntos Hacemos Historia en el Estado de México |                     |                     |                     |                  |
| Guanajuato          | Sin coalición                                  | Sin coalición       | Sin coalición       | Sin coalición       | Sin coalición    |
| Guerrero            | Juntos Hacemos Historia en Guerrero            |                     |                     |                     |                  |
| Hidalgo             | Juntos Hacemos Historia en Hidalgo             |                     |                     |                     |                  |
| Jalisco             | Sin coalición                                  | Sin coalición       | Sin coalición       | Sin coalición       | Sin coalición    |
| Michoacán           | Juntos Haremos Historia en Michoacán           |                     |                     |                     |                  |
| Morelos             | Juntos Hacemos Historia en Morelos             |                     |                     |                     |                  |
| Nayarit             | Juntos Hacemos Historia en Nayarit             |                     |                     |                     |                  |
| Nuevo León          | Juntos Haremos Historia por Nuevo León         |                     |                     |                     |                  |
| Oaxaca              | Juntos Haremos Historia en Oaxaca              |                     |                     |                     |                  |
| Puebla              | Juntos Haremos Historia en Puebla              |                     |                     |                     |                  |
| Querétaro           | Sin coalición                                  | Sin coalición       | Sin coalición       | Sin coalición       | Sin coalición    |
| Quintana Roo        | Juntos Hacemos Historia en Quintana Roo        |                     |                     |                     |                  |
| San Luis Potosí     | Juntos Hacemos Historia en San Luis Potosí     |                     |                     |                     |                  |
| Sinaloa             | Juntos Hacemos Historia en Sinaloa             |                     |                     |                     |                  |
| Sonora              | Juntos Hacemos Historia en Sonora              |                     |                     |                     |                  |
| Tabasco             | Sin coalición                                  | Sin coalición       | Sin coalición       | Sin coalición       | Sin coalición    |
| Tamaulipas          | Juntos Haremos Historia en Tamaulipas          |                     |                     |                     |                  |
| Tlaxcala            | Juntos Hacemos Historia en Tlaxcala            |                     |                     |                     |                  |
| Veracruz            | Juntos Haremos Historia en Veracruz            |                     |                     |                     |                  |
| Yucatán             | Sin coalición                                  | Sin coalición       | Sin coalición       | Sin coalición       | Sin coalición    |
| Zacatecas           | Juntos Hacemos Historia en Zacatecas           |                     |                     |                     |                  |
| 2022                |                                                |                     |                     |                     |                  |
| Aguascalientes      | Trabajando Verde por Aguascalientes            |                     |                     |                     |                  |
| Durango             | Juntos hacemos historia en Durango             |                     |                     |                     |                  |
| Hidalgo             | Juntos hacemos historia en Hidalgo             |                     |                     |                     |                  |
| Oaxaca              | Juntos hacemos historia en Oaxaca              |                     |                     |                     |                  |
| Quintana Roo        | Juntos hacemos historia en Quintana Roo        |                     |                     |                     |                  |
| Tamaulipas          | Juntos hacemos historia en Tamaulipas          |                     |                     |                     |                  |
| 2023                |                                                |                     |                     |                     |                  |
| Coahuila            | Sin coalición                                  | Sin coalición       | Sin coalición       | Sin coalición       | Sin coalición    |
| Estado de México    | Juntos Hacemos Historia en el Estado de México |                     |                     |                     |                  |

## Resultados electorales

### Cámara de Diputados
|  | 34.10 % |

|  | 42.77 % |

|  | 5.43 % |

|  | 3.24 % |

### Gubernaturas
|  | 48.50 % |

|  | 45.31 % |

|  | 33.79 % |

|  | 32.76 % |

|  | 33.39 % |

|  | 6.09 % |

|  | 41.76 % |

|  | 49.29 % |

|  | 14.02 % |

|  | 37.59 % |

|  | 56.60 % |

|  | 51.81 % |

|  | 48.66 % |

|  | 49.94 % |

|  | 1.56 % |

|  | 38.85 % |

|  | 61.68 % |

|  | 60.57 % |

|  | 57.06 % |

|  | 50.27 % |

|  | 52.71 % |

1. ↑  Declinó en favor de Nora Ruvalcaba, candidata de Morena.[16]